# Youngomyia podophyllae
Youngomyia podophyllae är en tvåvingeart som först beskrevs av Ephraim Porter Felt 1907.  Youngomyia podophyllae ingår i släktet Youngomyia och familjen gallmyggor.
Artens utbredningsområde är New York. Inga underarter finns listade i Catalogue of Life.